# Stylopage araea
Stylopage araea är en svampart som beskrevs av Drechsler 1935. Stylopage araea ingår i släktet Stylopage och familjen Zoopagaceae.   Inga underarter finns listade i Catalogue of Life.